# Lucjan Avgustini
Lucjan Avgustini (ur. 28 sierpnia 1963 w Ferizaj, zm. 22 maja 2016) – albański duchowny katolicki, biskup Sapy w latach 2007-2016.

## Życiorys
Święcenia kapłańskie otrzymał 15 sierpnia 1989 i został inkardynowany do diecezji skopijsko-prizreńskiej. Po święceniach został biskupim sekretarzem, zaś w 1992 objął probostwo w parafii Aniołów Stróżów w rodzinnym mieście.
Od 1994 pracował w archidiecezji szkoderskiej. W 1996 został proboszczem szkoderskiej archikatedry, zaś w 1998 otrzymał nominację na wikariusza generalnego.
12 grudnia 2006 papież Benedykt XVI mianował go ordynariuszem diecezji Sapa. Sakry biskupiej udzielił mu 5 stycznia 2007 arcybiskup Angelo Massafra.
5 maja 2016 został wybrany na wiceprzewodniczącego Konferencji Episkopatu Albanii.
Zmarł nagle 22 maja 2016.